# Parque Nacional de Dilijã
O Parque Nacional de Dilijã é um dos quatro parques nacionais protegidos da Armênia. Ocupando uma área de 240 km², está localizado na província de Tavuxe, no nordeste do país. É conhecida por suas paisagens florestais, rica biodiversidade, fontes de águas minerais medicinais, monumentos naturais e culturais.

## História
O Parque Nacional de Dilijã foi estabelecido em 2002 com base na reserva natural estatal, que por sua vez foi estabelecida em 1958 com base nas antigas empresas florestais Dilijan e Kuybishev. O território do recém-criado parque nacional permaneceu inalterado.
A mudança do status da Reserva de Dilijã para o Parque Nacional de Dilijã foi condicionada por várias razões objetivas, como inevitabilidade da atividade comercial na área, presença de numerosos assentamentos - incluindo a cidade de Dilijã com seus resorts de água mineral - a linha ferroviária Yerevan-Ijevan passando por todo o seu território e outros. Atualmente, o plano geral do parque nacional está em desenvolvimento, incluindo o esclarecimento das fronteiras e o mapeamento das zonas econômicas, recreativas e de amortecimento do parque nacional.

## Geografia
O parque nacional se estende sobre as encostas das cordilheiras de Pambaque, Areguni, Miapor, Ijevã (Caeni) e Halabe, na altitude de 1 070 a 2 300 metros acima do nível do mar. Os prados de montanha acima desta altitude não pertencem ao parque nacional. O rio Alsteve e seus principais afluentes - os rios Hovajur, Xetolanajur, Bledã, Halarsim e Guetique percorrem o parque nacional. Há dois lagos, o Parz e o Tzrka, bem como outros lagos menores.

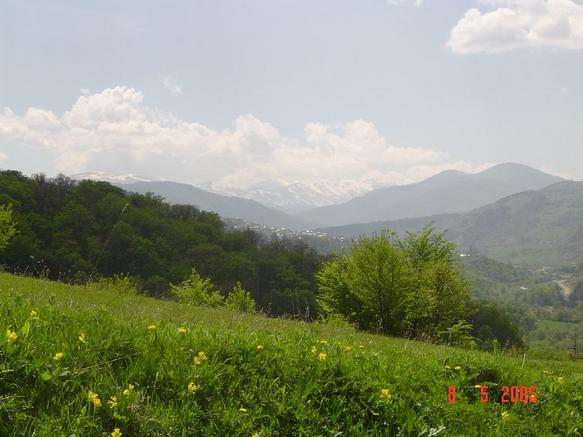
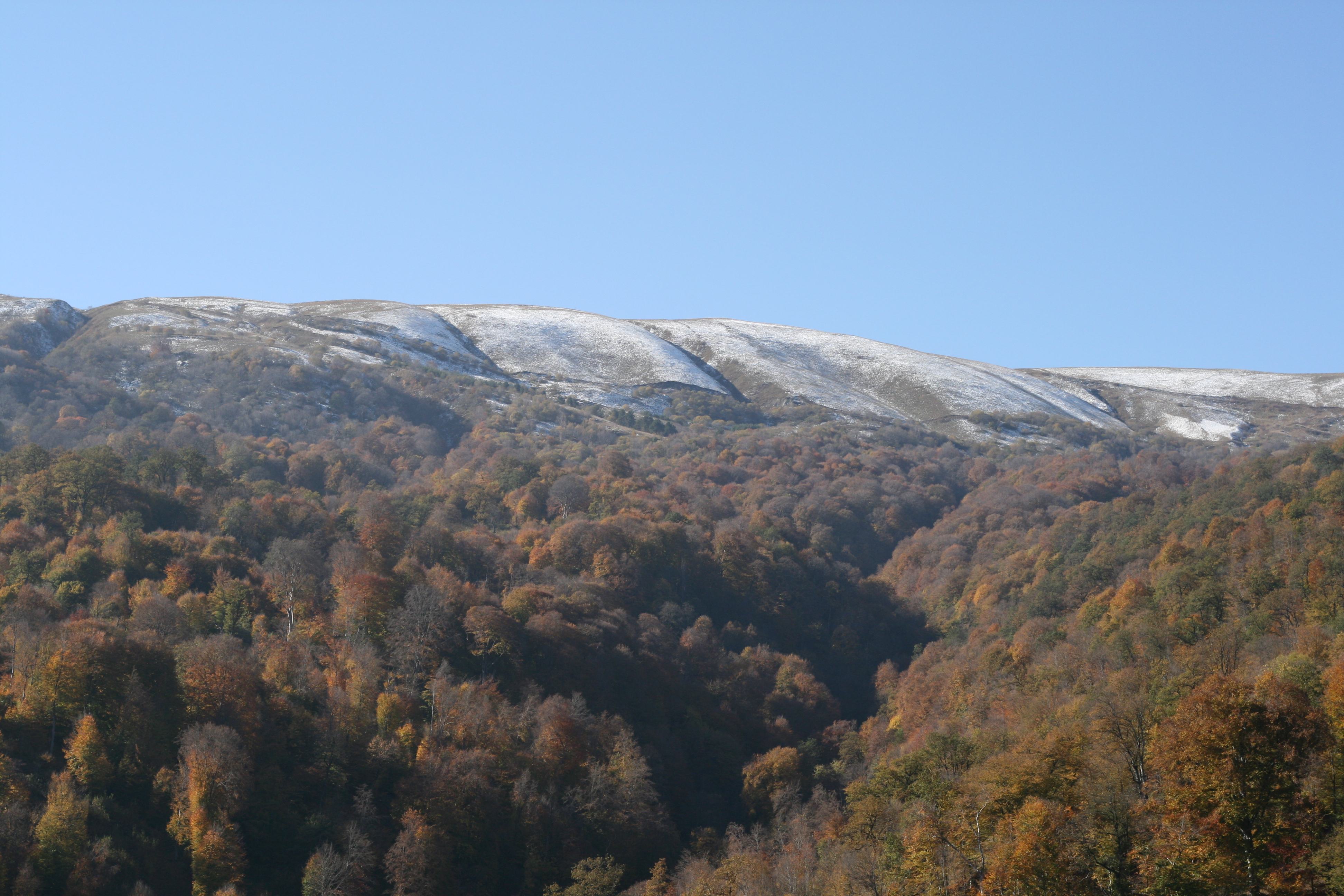
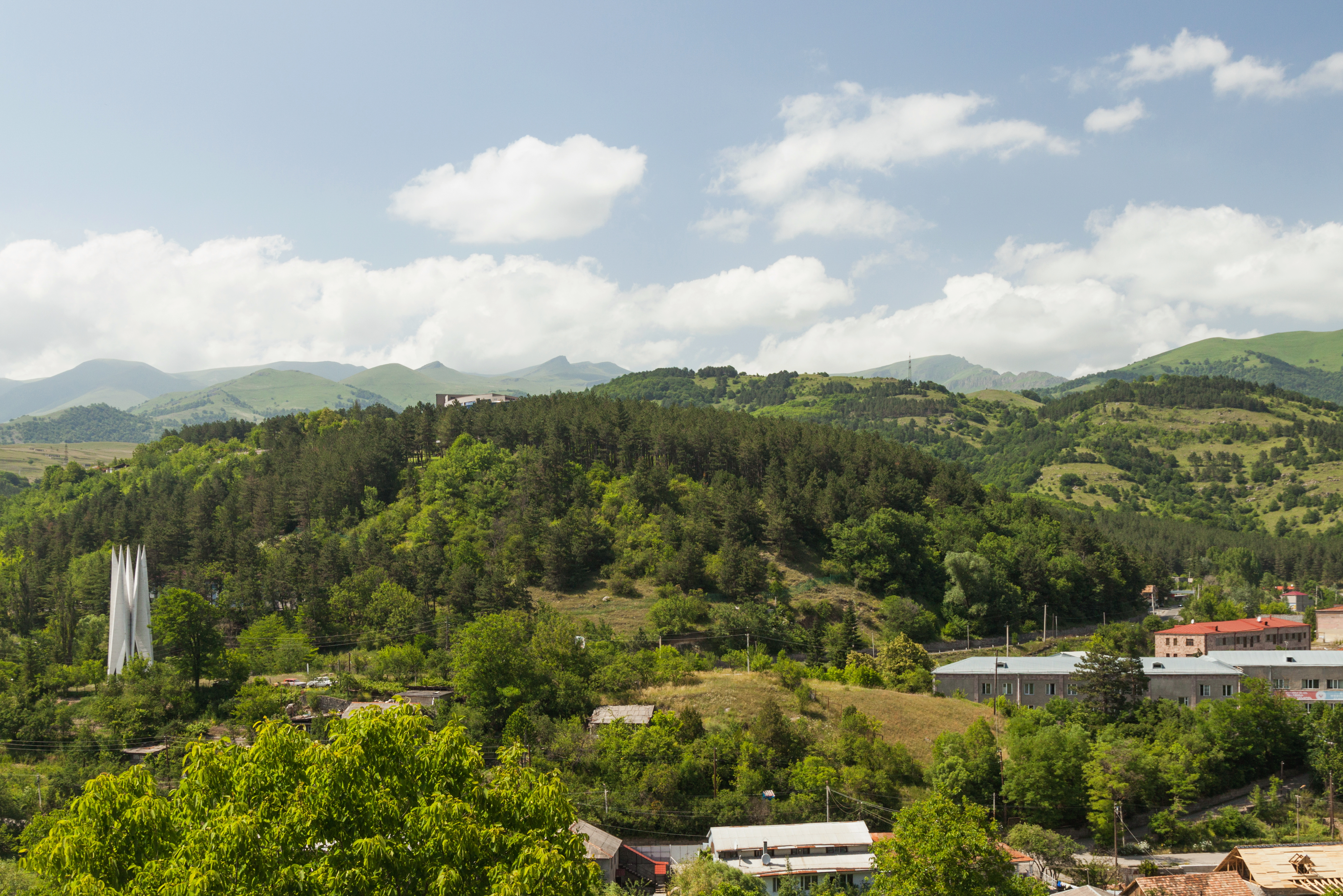